# 皮谢斯罗伊特
皮谢斯罗伊特是德国巴伐利亚州的一个市镇。总面积25.21平方公里，总人口1610人，其中男性808人，女性802人（2011年12月31日），人口密度64人/平方公里。